# Leonard James Rogers
Leonard James Rogers (Oxford, 30 marzo 1862 – Oxford, 12 settembre 1933) è stato un matematico britannico, conosciuto per essere stato il primo a scoprire l'identità di Rogers–Ramanujan e la disuguaglianza di Hölder, e per aver introdotto i polinomi di Rogers.
Dal 1888 al 1919 fu professore di matematica allo Yorkshire College, che successivamente divenne l'università di Leeds, e fu eletto membro della Royal Society nel 1924.